# 杜努姆
杜努姆是德国下萨克森州的一个市镇。总面积26.83平方公里，总人口1135人，其中男性549人，女性586人（2011年12月31日），人口密度42人/平方公里。